# Queen's Club-mesterskaberne
Queen's Club-mesterskaberne er en tennisturnering, der spilles på græs, og som årligt afholdes i juni i Queen's Club i West Kensington, London, Storbritannien. Turneringen er en del af ATP Tour, hvor den er kategoriseret som en ATP 500-turnering, og WTA Tour, hvor den har WTA 500-statud. Den markedsføres pt. under navnet HSBC Championships på grund af et sponsorat fra HSBC. Inden da blev den i 30 år spillet under navnet Stella Artois Championships og derefter i tre kortere perioder under navnene Aegon Championships, Fever-Tree Championships og cinch Championships.
Queen's Club-mesterskaberne er en af de ældste tennisturneringer i verden, idet den er blevet spillet på sin nuværende lokation siden 1890, og den er sammen med Halle Open den næstmest prestigefyldte græsbaneturnering for mænd, kun overgået af Wimbledon-mesterskaberne, som den fungerer som optaktsturnering for, og som begynder en uge efter Queen's Club-mesterskabernes afslutning. Andy Roddick har omtalt banerne i Queen's Club som "muligvis de bedste i verden".
Andy Murray er indehaver af rekorden for flest sejre i herresingleturneringen med fem vundne titler i perioden 2009-16. Indtil 1973 omfattede turneringen ligeledes en damesinglerække, hvor Ethel Thomson Larcombe er førende, idet hun vandt seks titler i perioden 1905-19.
I 2025 havde turneringen for første gang siden 1973 deltagelse af både mænd og kvinder. I den mellemliggende periode havde turneringen været forbeholdt mænd.

## Historie
Turneringen blev oprindeligt spillet under navnet London Grass Court Championships. Dens oprindelse kan spores tilbage til 1884, hvor der blev afholdt en tennisturnering i London Athletic Club i Stamford Bridge, Fulham. Et år senere blev turneringen givet navnet "London Championships", og den blev afholdt udendørs på græs. I 1890 flyttede turneringen til dens nuværende lokation, Queen's Club, og der blev spillet to mesterskabsrækker: herresingle og damesingle. I 1903 blev en herredoublerække tilføjet, og turneringen blev i 1905 udvidet med et mesterskab i mixed double. I 1919 kompletteredes programmet endelig med tilføjelsen af damedouble. De to verdenskrige afbrød rækken af mesterskaber i perioderne 1915-18 og 1940-46. Turneringen blev nedlagt efter 1973-udgaven, men i 1977 genopstod den som et mesterskab udelukkende for mænd.
I de første år blev turneringen nogle gange spillet før Wimbledon-mesterskaberne, mens den andre år blev spillet efter Wimbledon, men fra 1905 fik den fast plads i kalenderen i ugen før Wimbledon. I 1978 blev den imidlertid rykket frem, så der blev en uge mellem Queen's Club-mesterskaberne og Wimbledon. Tre år senere blev intervallet mellem French Open og Wimbledon-mesterskaberne, som tidligere havde varieret fra år til år, fastlagt til to uger, hvilket medførte, at Queen's Club-mesterskaberne i perioden 1981-2014 begyndte allerede dagen efter French Open-finalen i herresingle. Siden udvidelsen af græsbanesæsonen i 2015 er turneringen blevet spillet i den midterste af de tre uger mellem French Open og Wimbledon-mesterskaberne og starter derfor nu til dags en uge efter afslutningen på French Open og slutter en uge før starten på Wimbledon, der afholdes blot 6 km væk.
Queen's Club-mesterskaberne var en del af Grand Prix-serien i 1971 og 1973, men siden 1978 har turneringen fast været en del af Grand Prix-serien og dennes efterfølger, ATP Tour. Turneringen er pt. en ATP World Tour 500-turnering på ATP World Tour, idet den i 2015 i forbindelse med udvidelse af græsbanesæsonen fra fem til seks uger blev opgraderet fra en ATP World Tour 250-turnering.
I 2004-mesterskabet satte Andy Roddick en ny verdensrekord for den hurtigste registrerede serv med en måling på 153 mph (246,2 km/t) i kvartfinalesejren mod Thailands Paradorn Srichaphan.
Bolddrengene og -pigerne stilles til rådighed af Nonsuch High School og St Philomena's Catholic High School for Girls, to skoler i London Borough of Sutton.

### Hædersbevisninger
Turneringen er fem gange blevet kåret af spillerne som årets bedste i sin kategori på ATP Tour. I 2013 og 2014 modtog den hæderen som årets turnering i ATP World Tour 250-kategorien, mens den i 2015, 2016 og 2018 blev årets bedste turnering i kategorien ATP Tour 500.

## Sponsorater
Fra 1979 til 2008 blev turneringen sponsoreret af Stella Artois og hed derfor officielt Stella Artois Championships. I 2009 skiftede den navn til Aegon Championships som følge af en omfattende sponsoraftale mellem The Lawn Tennis Association og Aegon, hvilket ligeledes førte til navneskifte for mange af de øvrige turneringer på højeste niveau i England i græsbanesæsonen, herunder turneringerne i Birmingham og Eastbourne. Fra 2018 til 2020 markedsføredes den under navnet Fever-Tree Championships, men det sponsorerede navn i perioden 2021-24 var cinch Championships. Fra 2025 blev den afviklet under navnet HSBC Championships.
I 2014 blev Hackett London turneringens officielle beklædningssponsor.

## Vindere og finalister

### Herresingle
Til og med 2015 delte otte mænd rekorden for flest singletitler ved mesterskabet. Major Ritchie, Anthony Wilding, Roy Emerson, John McEnroe, Boris Becker, Lleyton Hewitt, Andy Roddick og Andy Murray havde alle vundet titlen fire gange, men i 2016 blev Andy Murray den første til at vinde turneringen for femte gang. Roy Emerson er imidlertid ene om at have vundet turneringen fire år i træk, hvilket han præsterede i 1963-66.
Andy Roddick og Lleyton Hewitt dominerede turneringen i begyndelsen af det 21. århundrede, hvor de hver vandt fire titler.
| År       | Mester                                           | Finalist                                         | Finaleresultat                                   |
| -------- | ------------------------------------------------ | ------------------------------------------------ | ------------------------------------------------ |
| 1890     | Harry S. Barlow (1)                              | Wilfred Baddeley                                 | 3–6, 6–8, 6–1, 6–2, 6–2                          |
| 1891     | Harry S. Barlow (2)                              | Joshua Pim                                       | 6–4, 2–6, 6–0, 7–5                               |
| 1892     | Ernest W. Lewis (1)                              | Joshua Pim                                       | 6–4, 6–4, 3–6, 4–6, 6–1                          |
| 1893     | Joshua Pim (1)                                   | Harold Mahony                                    | 1–6, 6–1, 6–8, 6–3                               |
| 1894     | Harold Mahony (1)                                | Harry S. Barlow                                  | 6–2, 6–3, 6–3                                    |
| 1895     | Harry S. Barlow (3)                              | Manliffe Goodbody                                | 6–4, 7–5, 5–7, 5–7, 10–8                         |
| 1896     | Harold Mahony (2)                                | Reginald Doherty                                 | 11–9, 6–4, 6–4                                   |
| 1897     | Laurence Doherty (1)                             | Major Ritchie                                    | 6–2, 6–2, 6–2                                    |
| 1898     | Laurence Doherty (2)                             | Harold Mahony                                    | 6–3, 6–4, 9–7                                    |
| 1899     | Harold Mahony (3)                                | Arthur Gore                                      | 8–10, 6–2, 7–5, 6–1                              |
| 1900     | Arthur Gore (1)                                  | Arthur W. Lavy                                   | 6–0, 6–2, 6–3                                    |
| 1901     | Charles Dixon (1)                                | George Greville                                  | 6–1, 6–0, 4–6, 6–4                               |
| 1902     | Major Ritchie (1)                                | Charles Simond                                   | 6–3, 6–4, 6–0                                    |
| 1903     | George Greville (1)                              | Charles Simond                                   | 6–1, 6–4, 7–9, 5–7, 6–4                          |
| 1904     | Major Ritchie (2)                                | Harold Mahony                                    | 6–3, 6–1, 6–1                                    |
| 1905     | Holcombe Ward (1)                                | Beals C. Wright                                  | Walkover                                         |
| 1906     | Major Ritchie (3)                                | John M. Flavelle                                 | 6–0, 6–1, 7–5                                    |
| 1907     | Anthony Wilding (1)                              | Major Ritchie                                    | 6–2, 6–1, 6–0                                    |
| 1908     | Hare William Powell (1)                          | Major Ritchie                                    | 6–4, 3–3 opg.                                    |
| 1909     | Major Ritchie (4)                                | Harry Parker                                     | 11–13, 6–4 6–1, 6–0                              |
| 1910     | Anthony Wilding (2)                              | Major Ritchie                                    | 6–4, 6–3, 2–0 opg.                               |
| 1911     | Anthony Wilding (3)                              | Alfred Beamish                                   | 7–5, 6–2, 6–3                                    |
| 1912     | Anthony Wilding (4)                              | Otto Froitzheim                                  | Walkover                                         |
| 1913     | Arthur Lowe (1)                                  | Wallace F. Johnson                               | 7–5, 6–4, 4–6, 4–6, 6–4                          |
| 1914     | Arthur Lowe (2)                                  | Percival Davson                                  | 6–2, 7–5, 6–4                                    |
| 1915-18  | Ingen turneringer på grund af første verdenskrig | Ingen turneringer på grund af første verdenskrig | Ingen turneringer på grund af første verdenskrig |
| 1919     | Pat O'Hara Wood (1)                              | Louis Raymond                                    | 6–4, 6–0, 2–6, 7–5                               |
| 1920     | Bill Johnston (1)                                | Bill Tilden                                      | 4–6, 6–2, 6–4                                    |
| 1921     | Zenzo Shimizu (1)                                | Mohammed Sleem                                   | 6–2, 6–0                                         |
| 1922     | Henry Mayes (1)                                  | Donald Greig                                     | 6–8, 6–2, 6–2, 6–1                               |
| 1923     | Vincent Richards (1)                             | Sydney M. Jacob                                  | 6–2, 6–2                                         |
| 1924     | Algernon Kingscote (1)                           | Arthur Lowe                                      | 3–6, 8–6, 6–3, 6–2                               |
| 1925     | Arthur Lowe (3)                                  | Henry Mayes                                      | 6–2, 9–7                                         |
| 1926     | Henry Mayes (2)                                  | Arthur Lowe                                      | 6–3, 6–2                                         |
| 1927     | Henry Mayes (3)                                  | D.M. Evans                                       | 6–3, 6–3                                         |
| 1928     | Bill Tilden (1)                                  | Francis Hunter                                   | 6–3, 6–2, 6–1                                    |
| 1929     | Bill Tilden (2) og Francis Hunter (1)            | Bill Tilden (2) og Francis Hunter (1)            | Titel delt                                       |
| 1930     | Wilmer Allison (1)                               | Gregory Mangin                                   | 6–4, 8–6                                         |
| 1931     | John Olliff (1)                                  | Edward Avory                                     | 3–6, 6–4, 6–2                                    |
| 1932     | Jack Crawford (1)                                | Hendrik Timmer                                   | 1–6, 6–3, 6–3, 6–4                               |
| 1933     | Ellsworth Vines (1) og Lester Stoefen (1)        | Ellsworth Vines (1) og Lester Stoefen (1)        | Titel delt                                       |
| 1934     | Sidney Wood (1)                                  | Frank Shields                                    | 6–4, 6–3                                         |
| 1935     | Wilmer Allison (2) og Jimmy Jones (1)            | Wilmer Allison (2) og Jimmy Jones (1)            | Titel delt                                       |
| 1936     | Don Budge (1)                                    | David P. Jones                                   | 6–4, 6–3                                         |
| 1937     | Don Budge (2)                                    | Bunny Austin                                     | 6–1, 6–2                                         |
| 1938     | Bunny Austin (1)                                 | Kho Sin-Kie                                      | 6–2, 6–0                                         |
| 1939     | Gottfried von Cramm (1)                          | Ghaus Mohammad                                   | 6–1, 6–3                                         |
| 1940-45  | Ingen turneringer på grund af anden verdenskrig  | Ingen turneringer på grund af anden verdenskrig  | Ingen turneringer på grund af anden verdenskrig  |
| 1946     | Pancho Segura (1)                                | Colin Long                                       | 6–4, 7–5                                         |
| 1947     | Robert Falkenburg (1)                            | Colin Long                                       | 6–4, 7–5                                         |
| 1948     | Robert Falkenburg (2) og Eric Sturgess (1)       | Robert Falkenburg (2) og Eric Sturgess (1)       | Titel delt                                       |
| 1949     | Ted Schroeder (1)                                | Gardnar Mulloy                                   | 8–6, 6–0                                         |
| 1950     | John Bromwich (1)                                | Arthur Larsen                                    | 6–2, 6–4                                         |
| 1951     | Eric Sturgess (2)                                | Frank Sedgman                                    | 6–4 5–7 6–2                                      |
| 1952     | Frank Sedgman (1)                                | Mervyn Rose                                      | 10–8, 6–2                                        |
| 1953     | Lew Hoad (1)                                     | Ken Rosewall                                     | 8–6, 10–8                                        |
| 1954     | Lew Hoad (2)                                     | Mervyn Rose                                      | 8–6, 6–4                                         |
| 1955     | Ken Rosewall (1)                                 | Lew Hoad                                         | 6–2, 6–3                                         |
| 1956     | Neale Fraser (1)                                 | Ken Rosewall                                     | 7–5, 3–6, 9–7                                    |
| 1957     | Ashley Cooper (1)                                | Neale Fraser                                     | 6–8, 6–2, 6–3                                    |
| 1958     | Malcolm Anderson (1)                             | Robert Mark                                      | 1–6, 11–9, 6–3                                   |
| 1959     | Ramanathan Krishnan (1)                          | Neale Fraser                                     | 6–3, 6–0                                         |
| 1960     | Andrés Gimeno (1)                                | Roy Emerson                                      | 8–6, 6–3                                         |
| 1961     | Bob Hewitt (1)                                   | Robert McKinley                                  | 6–2, 6–3                                         |
| 1962     | Rod Laver (1)                                    | Roy Emerson                                      | 6–4, 7–5                                         |
| 1963     | Roy Emerson (1)                                  | Owen Davidson                                    | 6–1, 6–2                                         |
| 1964     | Roy Emerson (2)                                  | Toomas Leius                                     | 12–10, 6–4                                       |
| 1965     | Roy Emerson (3)                                  | Dennis Ralston                                   | Walkover                                         |
| 1966     | Roy Emerson (4)                                  | Tony Roche                                       | Walkover                                         |
| 1967     | John Newcombe (1)                                | Roger Taylor                                     | 7–5, 6–3                                         |
| 1968     | Clark Graebner (1) og Tom Okker (1)              | Clark Graebner (1) og Tom Okker (1)              | Titel delt                                       |
| Åben æra |                                                  |                                                  |                                                  |
| 1969     | Fred Stolle (1)                                  | John Newcombe                                    | 6–3, 22–20                                       |
| 1970     | Rod Laver (2)                                    | John Newcombe                                    | 6–4, 6–3                                         |
| 1971     | Stan Smith (1)                                   | John Newcombe                                    | 8–6, 6–3                                         |
| 1972     | Jimmy Connors (1)                                | John Paish                                       | 6–2, 6–3                                         |
| 1973     | Ilie Năstase (1)                                 | Roger Taylor                                     | 10–8, 6–3                                        |
| 1974-76  | Ingen turneringer                                | Ingen turneringer                                | Ingen turneringer                                |
| 1977     | Raúl Ramírez (1)                                 | Mark Cox                                         | 9–7, 7–5                                         |
| 1978     | Tony Roche (1)                                   | John McEnroe                                     | 8–6, 9–7                                         |
| 1979     | John McEnroe (1)                                 | Víctor Pecci                                     | 6–7, 6–1, 6–1                                    |
| 1980     | John McEnroe (2)                                 | Kim Warwick                                      | 6–3, 6–1                                         |
| 1981     | John McEnroe (3)                                 | Brian Gottfried                                  | 7–6, 7–5                                         |
| 1982     | Jimmy Connors (2)                                | John McEnroe                                     | 7–5, 6–3                                         |
| 1983     | Jimmy Connors (3)                                | John McEnroe                                     | 6–3, 6–3                                         |
| 1984     | John McEnroe (4)                                 | Leif Shiras                                      | 6–1, 3–6, 6–2                                    |
| 1985     | Boris Becker (1)                                 | Johan Kriek                                      | 6–2, 6–3                                         |
| 1986     | Tim Mayotte (1)                                  | Jimmy Connors                                    | 6–4, 2–1 opg.                                    |
| 1987     | Boris Becker (2)                                 | Jimmy Connors                                    | 6–7, 6–3, 6–4                                    |
| 1988     | Boris Becker (3)                                 | Stefan Edberg                                    | 6–1, 3–6, 6–3                                    |
| 1989     | Ivan Lendl (1)                                   | Christo van Rensburg                             | 4–6, 6–3, 6–4                                    |
| 1990     | Ivan Lendl (2)                                   | Boris Becker                                     | 6–3, 6–2                                         |
| 1991     | Stefan Edberg (1)                                | David Wheaton                                    | 6–2, 6–3                                         |
| 1992     | Wayne Ferreira (1)                               | Shuzo Matsuoka                                   | 6–3, 6–4                                         |
| 1993     | Michael Stich (1)                                | Wayne Ferreira                                   | 6–3, 6–4                                         |
| 1994     | Todd Martin (1)                                  | Pete Sampras                                     | 7–6(4), 7–6(4)                                   |
| 1995     | Pete Sampras (1)                                 | Guy Forget                                       | 7–6(3), 7–6(6)                                   |
| 1996     | Boris Becker (4)                                 | Stefan Edberg                                    | 6–4, 7–6(3)                                      |
| 1997     | Mark Philippoussis (1)                           | Goran Ivanišević                                 | 7–5, 6–3                                         |
| 1998     | Scott Draper (1)                                 | Laurence Tieleman                                | 7–6(5), 6–4                                      |
| 1999     | Pete Sampras (2)                                 | Tim Henman                                       | 6–7(1), 6–4, 7–6(4)                              |
| 2000     | Lleyton Hewitt (1)                               | Pete Sampras                                     | 6–4, 6–4                                         |
| 2001     | Lleyton Hewitt (2)                               | Tim Henman                                       | 7–6(3), 7–6(3)                                   |
| 2002     | Lleyton Hewitt (3)                               | Tim Henman                                       | 4–6, 6–1, 6–4                                    |
| 2003     | Andy Roddick (1)                                 | Sébastien Grosjean                               | 6–3, 6–3                                         |
| 2004     | Andy Roddick (2)                                 | Sébastien Grosjean                               | 7–6(4), 6–4                                      |
| 2005     | Andy Roddick (3)                                 | Ivo Karlović                                     | 7–6(7), 7–6(4)                                   |
| 2006     | Lleyton Hewitt (4)                               | James Blake                                      | 6–4, 6–4                                         |
| 2007     | Andy Roddick (4)                                 | Nicolas Mahut                                    | 4–6, 7–6(7), 7–6(2)                              |
| 2008     | Rafael Nadal (1)                                 | Novak Djokovic                                   | 7–6(6), 7–5                                      |
| 2009     | Andy Murray (1)                                  | James Blake                                      | 7–5, 6–4                                         |
| 2010     | Sam Querrey (1)                                  | Mardy Fish                                       | 7–6(3), 7–5                                      |
| 2011     | Andy Murray (2)                                  | Jo-Wilfried Tsonga                               | 3–6, 7–6(2), 6–4                                 |
| 2012     | Marin Čilić (1)                                  | David Nalbandian                                 | 6–7(3), 4–3 diskv.                               |
| 2013     | Andy Murray (3)                                  | Marin Čilić                                      | 5–7, 7–5, 6–3                                    |
| 2014     | Grigor Dimitrov (1)                              | Feliciano López                                  | 6–7(8), 7–6(1), 7–6(6)                           |
| 2015     | Andy Murray (4)                                  | Kevin Anderson                                   | 6–3, 6–4                                         |
| 2016     | Andy Murray (5)                                  | Milos Raonic                                     | 6–7(5), 6–4, 6–3                                 |
| 2017     | Feliciano López (1)                              | Marin Čilić                                      | 4–6, 7–6(2), 7–6(8)                              |
| 2018     | Marin Čilić (2)                                  | Novak Djokovic                                   | 5–7, 7–6(4), 6–3                                 |
| 2019     | Feliciano López (2)                              | Gilles Simon                                     | 6–2, 6–7(4), 7–6(2)                              |
| 2020     | Ingen turnering på grund af COVID-19-pandemien   | Ingen turnering på grund af COVID-19-pandemien   | Ingen turnering på grund af COVID-19-pandemien   |
| 2021     | Matteo Berrettini (1)                            | Cameron Norrie                                   | 6–4, 6–7(5), 6–3                                 |
| 2022     | Matteo Berrettini (2)                            | Filip Krajinović                                 | 7–5, 6–4                                         |
| 2023     | Carlos Alcaraz (1)                               | Alex de Minaur                                   | 6–4, 6–4                                         |
| 2024     | Tommy Paul (1)                                   | Lorenzo Sonego                                   | 6–1, 7–6(8)                                      |
| 2025     | Carlos Alcaraz (2)                               | Jiří Lehečka                                     | 7–5, 6–7(5), 6–2                                 |

### Herresinglevindere fordelt på lande
| Land            | Titler | Første titel | Seneste titel |
| --------------- | ------ | ------------ | ------------- |
| USA             | 34     | 1905         | 2024          |
| Storbritannien  | 31     | 1890         | 2016          |
| Australien      | 26     | 1919         | 2006          |
| Tyskland        | 6      | 1939         | 1996          |
| Spanien         | 6      | 1960         | 2025          |
| New Zealand     | 4      | 1907         | 1912          |
| Sydafrika       | 2      | 1951         | 1992          |
| Tjekkoslovakiet | 2      | 1989         | 1990          |
| Kroatien        | 2      | 2012         | 2018          |
| Japan           | 1      | 1921         | 1921          |
| Canada          | 1      | 1927         | 1927          |
| Indien          | 1      | 1959         | 1959          |
| Rumænien        | 1      | 1973         | 1973          |
| Mexico          | 1      | 1977         | 1977          |
| Sverige         | 1      | 1991         | 1991          |
| Bulgarien       | 1      | 2014         | 2014          |
| Italien         | 1      | 2021         | 2021          |

### Herredouble siden 1969
Nedenstående liste er ikke komplet, idet den kun indeholder vindere og finalister i perioden siden 1969.
| År      | Mester                                                                      | Finalist                                                                    | Finaleresultat                                 |
| ------- | --------------------------------------------------------------------------- | --------------------------------------------------------------------------- | ---------------------------------------------- |
| 1969    | Owen Davidson Dennis Ralston                                                | Ove Nils Bengtson Thomaz Koch                                               | 8–6, 6–3                                       |
| 1970    | Tom Okker Marty Riessen                                                     | Arthur Ashe Charlie Pasarell                                                | 7–9, 6–4, 9–7                                  |
| 1971    | Tom Okker (2) Marty Riessen (2)                                             | Stan Smith Erik Van Dillen                                                  | 8–6, 4–6, 15–13                                |
| 1972    | Jim McManus Jim Osborne                                                     | Jürgen Fassbender Karl Meiler                                               | 4–6, 6–3, 7–5                                  |
| 1973    | Tom Okker (3) Marty Riessen (3)                                             | Ray Keldie Raymond Moore                                                    | 6–4, 7–5                                       |
| 1974–76 | Ingen turneringer                                                           | Ingen turneringer                                                           | Ingen turneringer                              |
| 1977    | Anand Amritraj Vijay Amritraj                                               | John Lloyd David Lloyd                                                      | 6–1, 6–2                                       |
| 1978    | Bob Hewitt Frew McMillan                                                    | Fred McNair Raúl Ramírez                                                    | 6–2, 7–5                                       |
| 1979    | Tim Gullikson Tom Gullikson                                                 | Marty Riessen Sherwood Stewart                                              | 6–4, 6–4                                       |
| 1980    | Rod Frawley Geoff Masters                                                   | Paul McNamee Sherwood Stewart                                               | 6–2, 4–6, 11–9                                 |
| 1981    | Pat Du Pré Brian Teacher                                                    | Kevin Curren Steve Denton                                                   | 3–6, 7–6, 11–9                                 |
| 1982    | John McEnroe Peter Rennert                                                  | Victor Amaya Hank Pfister                                                   | 7–6, 7–5                                       |
| 1983    | Brian Gottfried Paul McNamee                                                | Kevin Curren Steve Denton                                                   | 6–4, 6–3                                       |
| 1984    | Pat Cash Paul McNamee (2)                                                   | Bernard Mitton Butch Walts                                                  | 6–4, 6–3                                       |
| 1985    | Ken Flach Robert Seguso                                                     | Pat Cash John Fitzgerald                                                    | 3–6, 6–3, 16–14                                |
| 1986    | Kevin Curren Guy Forget                                                     | Darren Cahill Mark Kratzmann                                                | 6–2, 7–6                                       |
| 1987    | Guy Forget (2) Yannick Noah                                                 | Rick Leach Tim Pawsat                                                       | 6–4, 6–4                                       |
| 1988    | Ken Flach (2) Robert Seguso (2)                                             | Pieter Aldrich Danie Visser                                                 | 6–2, 7–6                                       |
| 1989    | Darren Cahill Mark Kratzmann                                                | Tim Pawsat Laurie Warder                                                    | 7–6, 6–3                                       |
| 1990    | Jeremy Bates Kevin Curren (2)                                               | Henri Leconte Ivan Lendl                                                    | 7–6, 6–4                                       |
| 1991    | Todd Woodbridge Mark Woodforde                                              | Grant Connell Glenn Michibata                                               | 7–6, 6–4                                       |
| 1992    | John Fitzgerald Anders Järryd                                               | Goran Ivanišević Diego Nargiso                                              | 6–4, 7–6                                       |
| 1993    | Todd Woodbridge (2) Mark Woodforde (2)                                      | Neil Broad Gary Muller                                                      | 6–4, 6–7, 6–3                                  |
| 1994    | Jan Apell Jonas Björkman                                                    | Todd Woodbridge Mark Woodforde                                              | 5–7, 7–6, 6–4                                  |
| 1995    | Todd Martin Pete Sampras                                                    | Jan Apell Jonas Björkman                                                    | 6–4, 6–2                                       |
| 1996    | Todd Woodbridge (3) Mark Woodforde (3)                                      | Sébastien Lareau Alex O'Brien                                               | 6–2, 6–7, 6–3                                  |
| 1997    | Mark Philippoussis Patrick Rafter                                           | Sandon Stolle Cyril Suk                                                     | 6–2, 4–6, 7–5                                  |
| 1998    | Todd Woodbridge & Mark Woodforde (4) og Jonas Björkman & Patrick Rafter (2) | Todd Woodbridge & Mark Woodforde (4) og Jonas Björkman & Patrick Rafter (2) | Titel delt                                     |
| 1999    | Sébastien Lareau Alex O'Brien                                               | Todd Woodbridge Mark Woodforde                                              | 6–3, 7–6                                       |
| 2000    | Todd Woodbridge (5) Mark Woodforde (5)                                      | Jonathan Stark Eric Taino                                                   | 7–6, 6–4                                       |
| 2001    | Bob Bryan Mike Bryan                                                        | Eric Taino David Wheaton                                                    | 6–3, 6–2                                       |
| 2002    | Wayne Black Kevin Ullyett                                                   | Mahesh Bhupathi Maks Mirny                                                  | 7–6, 3–6, 6–3                                  |
| 2003    | Mark Knowles Daniel Nestor                                                  | Mahesh Bhupathi Maks Mirny                                                  | 6–3, 6–4                                       |
| 2004    | Bob Bryan (2) Mike Bryan (2)                                                | Mark Knowles Daniel Nestor                                                  | 6–3, 6–4                                       |
| 2005    | Bob Bryan (3) Mike Bryan (3)                                                | Jonas Björkman Maks Mirny                                                   | 7–6(9), 7–6(4)                                 |
| 2006    | Paul Hanley Kevin Ullyett (2)                                               | Jonas Björkman Maks Mirny                                                   | 6–4, 7–6                                       |
| 2007    | Mark Knowles (2) Daniel Nestor (2)                                          | Bob Bryan Mike Bryan                                                        | 7–5, 6–4                                       |
| 2008    | Daniel Nestor (3) Nenad Zimonjić                                            | Marcelo Melo André Sá                                                       | 6–4, 7–6(3)                                    |
| 2009    | Wesley Moodie Mikhail Juzjnyj                                               | Marcelo Melo André Sá                                                       | 6–4, 4–6, [10–6]                               |
| 2010    | Novak Djokovic Jonathan Erlich                                              | Karol Beck David Škoch                                                      | 7–6(6), 2–6, [10–3]                            |
| 2011    | Bob Bryan (4) Mike Bryan (4)                                                | Mahesh Bhupathi Leander Paes                                                | 6–7(2), 7–6(4), [10–6]                         |
| 2012    | Maks Mirny Daniel Nestor (4)                                                | Bob Bryan Mike Bryan                                                        | 6–3, 6–4                                       |
| 2013    | Bob Bryan (5) Mike Bryan (5)                                                | Alexander Peya Bruno Soares                                                 | 4–6, 7–5, [10–3]                               |
| 2014    | Alexander Peya Bruno Soares                                                 | Jamie Murray John Peers                                                     | 4–6, 7–6, [10–4]                               |
| 2015    | Pierre-Hugues Herbert Nicolas Mahut                                         | Nenad Zimonjić Marcin Matkowski                                             | 6–2, 6–2                                       |
| 2016    | Pierre-Hugues Herbert (2) Nicolas Mahut (2)                                 | Chris Guccione André Sá                                                     | 6–3, 7–6(5)                                    |
| 2017    | Jamie Murray Bruno Soares (2)                                               | Julien Benneteau Édouard Roger-Vasselin                                     | 6–2, 6–3                                       |
| 2018    | Henri Kontinen John Peers                                                   | Jamie Murray Bruno Soares                                                   | 6–4, 6–3                                       |
| 2019    | Feliciano López Andy Murray                                                 | Rajeev Ram Joe Salisbury                                                    | 7–6(6), 5–7, [10–5]                            |
| 2020    | Ingen turnering på grund af COVID-19-pandemien                              | Ingen turnering på grund af COVID-19-pandemien                              | Ingen turnering på grund af COVID-19-pandemien |
| 2021    | Pierre-Hugues Herbert (3) Nicolas Mahut (3)                                 | Reilly Opelka John Peers                                                    | 6–4, 7–5                                       |
| 2022    | Nikola Mektić Mate Pavić                                                    | Lloyd Glasspool Harri Heliövaara                                            | 6–3, 6–7(3), [10–6]                            |
| 2023    | Ivan Dodig Austin Krajicek                                                  | Taylor Fritz Jiří Lehečka                                                   | 6–4, 6–7(5), [10–3]                            |
| 2024    | Neal Skupski Michael Venus                                                  | Taylor Fritz Karen Khatjanov                                                | 4–6, 7–6(5), [10–8]                            |
| 2025    | Julian Cash Lloyd Glasspool                                                 | Nikola Mektić Michael Venus                                                 | 6–3, 6–7(5), [10–6]                            |

### Herredoublemestre siden 1969 fordelt på land
| Land           | Titler | Første titel | Seneste titel |
| -------------- | ------ | ------------ | ------------- |
| USA            | 34     | 1969         | 2023          |
| Australien     | 24     | 1969         | 2018          |
| Frankrig       | 6      | 1986         | 2021          |
| Canada         | 5      | 1999         | 2012          |
| Storbritannien | 5      | 1990         | 2025          |
| Sverige        | 4      | 1992         | 1998          |
| Holland        | 3      | 1970         | 1973          |
| Kroatien       | 3      | 2022         | 2023          |
| Sydafrika      | 3      | 1978         | 2009          |
| Zimbabwe       | 3      | 2002         | 2006          |
| Indien         | 2      | 1977         | 1977          |
| Bahamas        | 2      | 2003         | 2007          |
| Serbien        | 2      | 2008         | 2010          |
| Brasilien      | 2      | 2014         | 2017          |
| Rusland        | 1      | 2009         | 2009          |
| Israel         | 1      | 2010         | 2010          |
| Hviderusland   | 1      | 2012         | 2012          |
| Østrig         | 1      | 2014         | 2014          |
| Finland        | 1      | 2018         | 2018          |
| Spanien        | 1      | 2019         | 2019          |
| New Zealand    | 1      | 2024         | 2024          |

### Damesingle
Damesinglemesterskabet er blevet spillet siden 1890, hvor London-mesterskabet for første gang blev spillet i Queen's Club. Mesterskabet blev afgjort i udfordringsrunden, hvor den forsvarende mester, May Jacks, besejrede vinderen af all comers-turneringen, Maud Shackle, med 6-2, 6-1. Året efter var rollerne byttet om, og udfordreren, Maud Shackle, vandt 6-2, 4-6, 6-3 over den forsvarende mester, May Jacks. Hun forblev mester indtil 1894, hvor hun ikke forsvarede sin titel, og i hendes fravær blev mesterskabet vundet af Edith Austin efter finalesejr over Charlotte Cooper.
Systemet med udfordringsrunden blev afskaffet i 1897, hvor den forsvarende mester, Charlotte Cooper, derfor måtte starte i første runde på lige fod med de andre syv spillere, men det forhindrede hende ikke i at genvinde titlen efter at have besejret Edith Austin i finalen med 2–6, 6–2, 6–2. Udfordringssystemet blev dog genindført i 1899, hvor en udhvilet forsvarende mester, Charlotte Cooper, i udfordringsrunden mistede sin titel til vinderen af all comers-turneringen, Edith Austin, der vandt med 12–10, 2–6, 9–7 i udfordringskampen. Fra 1901 afskaffedes udfordringsrunden igen – denne gang permanent.
I begyndelsen af 1950'erne var der en tendens til at topspillerne kun stillede op i damedouble som optakt til Wimbledon-mesterskaberne ugen efter, og derfor var doublerækken ofte stærkere besat end singleturneringen.
| År        | Mester                                           | Finalist                                         | Finaleresultat                                   | Ref.                                             |
| --------- | ------------------------------------------------ | ------------------------------------------------ | ------------------------------------------------ | ------------------------------------------------ |
| 1890      | May Jacks (1)                                    | Maud Shackle                                     | 6–2, 6–1                                         | [ 17 ]                                           |
| 1891      | Maud Shackle (1)                                 | May Jacks                                        | 6–2, 4–6, 6–3                                    | [ 5 ]                                            |
| 1892      | Maud Shackle (2)                                 | Edith Austin                                     | 6–2, 6–3                                         | [ 24 ]                                           |
| 1893      | Maud Shackle (3)                                 | Edith Austin                                     | 6–2, 6–1                                         | [ 25 ]                                           |
| 1894      | Edith Austin (1)                                 | Charlotte Cooper                                 | 8–6, 11–9                                        | [ 18 ]                                           |
| 1895      | Maud Shackle (4)                                 | Edith Austin                                     | 6–2, 7–5                                         | [ 26 ]                                           |
| 1896      | Charlotte Cooper (1)                             | Agatha Templeman                                 | 6–3, 6–2                                         | [ 27 ]                                           |
| 1897      | Charlotte Cooper (2)                             | Edith Austin                                     | 2–6, 6–2, 6–2                                    | [ 19 ]                                           |
| 1898      | Charlotte Cooper (3)                             | Edith Austin                                     | 6–4, 3–6, 8–6                                    | [ 28 ]                                           |
| 1899      | Edith Austin (2)                                 | Charlotte Cooper                                 | 12–10, 2–6, 9–7                                  | [ 20 ]                                           |
| 1900      | Charlotte Cooper (4)                             | Edith Greville                                   | 6–4, 6–1                                         | [ 29 ]                                           |
| 1901      | Edith Greville (3)                               | Ethel Thomson                                    | 6–1, 6–1                                         | [ 21 ]                                           |
| 1902      | Charlotte Cooper (5)                             | Ruth Durlacher                                   | 6–0, 6–0                                         | [ 30 ]                                           |
| 1903      | Agnes Morton                                     | Edith Greville                                   | 6–4, 5–7, 6–0                                    | [ 31 ]                                           |
| 1904      | Agnes Morton (1)                                 | Ellen Stawell-Brown                              | 6–2, 6–3                                         | [ 32 ]                                           |
| 1905      | Ethel Thomson (1)                                | Edith Greville                                   | 6–3, 6–4                                         | [ 33 ]                                           |
| 1906      | Ethel Thomson (2)                                | Mildred Coles                                    | 6–2, 6–1                                         | [ 34 ]                                           |
| 1907      | Violet Pinckney (1)                              | Dorothea Lambert Chambers                        | 2–6, 6–3, 6–4                                    | [ 35 ]                                           |
| 1908      | Violet Pinckney (2)                              | Dorothea Lambert Chambers                        | 6–3, 6–2                                         | [ 36 ]                                           |
| 1909      | Aurea Edgington (1)                              | Madeline Fisher O'Neill                          | 6–2, 1–6, 6–3                                    | [ 37 ]                                           |
| 1910      | Gladys Lamplough (1)                             | Edith Johnson                                    | 6–2, 6–0                                         | [ 38 ]                                           |
| 1911      | Mildred Coles (1)                                | Agnes Morton                                     | 6–2, 6–0                                         | [ 39 ]                                           |
| 1912      | Ethel Larcombe (3)                               | Dorothy Holman                                   | 6–1, 6–0                                         | [ 40 ]                                           |
| 1913      | Ethel Larcombe (4)                               | Aurea Edgington                                  | 6–2, 10–8                                        | [ 41 ]                                           |
| 1914      | Ethel Larcombe (5)                               | Beryl Tulloch                                    | 6–1, 6–2                                         | [ 42 ]                                           |
| 1915-18   | Ingen turneringer på grund af første verdenskrig | Ingen turneringer på grund af første verdenskrig | Ingen turneringer på grund af første verdenskrig | Ingen turneringer på grund af første verdenskrig |
| 1919      | Ethel Larcombe (6)                               | Dorothy Holman                                   | 6–4, 8–6                                         | [ 43 ]                                           |
| 1920      | Dorothy Holman (1)                               | Ethel Larcombe                                   | Walkover                                         | [ 44 ]                                           |
| 1921      | Mabel Clayton (1)                                | Dorothy Holman                                   | 6–4, 8–6                                         | [ 45 ]                                           |
| 1922      | Mabel Clayton (2)                                | Mrs. W. Keays                                    | 6–3, 6–4                                         | [ 46 ]                                           |
| 1923      | Elizabeth Ryan (1)                               | Geraldine Beamish                                | 6–3, 1–6, 6–2                                    | [ 47 ]                                           |
| 1924      | Elizabeth Ryan (2)                               | Doris Covell Craddock                            | 6–1, 6–4                                         | [ 48 ]                                           |
| 1925      | Elizabeth Ryan (3)                               | Ermyntrude Harvey                                | 6–0, 6–1                                         | [ 49 ]                                           |
| 1926      | Dorothy Hill (1)                                 | Eileen Bennett                                   | 7–5, 6–2                                         | [ 50 ]                                           |
| 1927      | Dorothy Hill (2)                                 | Enid Broadbridge                                 | 6–0, 6–1                                         | [ 51 ]                                           |
| 1928      | Joan Ridley (1)                                  | Helene Nicolopoulo                               | 4–6, 6–1, 6–0                                    | [ 52 ]                                           |
| 1929      | Elizabeth Ryan (4)                               | Elsie Goldsack                                   | 6–2, 2–6, 6–2                                    | [ 53 ]                                           |
| 1930      | Madge List (1)                                   | Margaret Stocks                                  | 6–1, 6–3                                         | [ 54 ]                                           |
| 1931      | Elsie Pittman (1)                                | Kitty Godfree                                    | 9–7, 6–4                                         | [ 55 ]                                           |
| 1932      | Dorothy Andrus Burke (1)                         | Jadwiga Jędrzejowska                             | 1–6, 7–5, 6–4                                    | [ 56 ]                                           |
| 1933      | Helen Wills-Moody (1) og Elsie Pittman (2)       | Helen Wills-Moody (1) og Elsie Pittman (2)       | Titlen delt                                      | [ 58 ]                                           |
| 1934      | Jacqueline Goldschmidt (1)                       | Dorothy Burke                                    | 5–7, 6–2, 6–0                                    | [ 59 ]                                           |
| 1935      | Anita Lizana (1) og Sylvia Henrotin (1)          | Anita Lizana (1) og Sylvia Henrotin (1)          | Titlen delt                                      | [ 60 ]                                           |
| 1936      | Jadwiga Jędrzejowska (1)                         | Dorothy Andrus Burke                             | 6–2, 6–4                                         | [ 61 ]                                           |
| 1937      | Jadwiga Jędrzejowska (2)                         | Kay Stammers                                     | 6–3, 6–0                                         | [ 62 ]                                           |
| 1938      | Jadwiga Jędrzejowska (3)                         | Hilde Sperling                                   | 6–3, 6–0                                         | [ 63 ]                                           |
| 1939      | Jadwiga Jędrzejowska (4)                         | Hilde Sperling                                   | 6–1, 6–4                                         | [ 64 ]                                           |
| 1940-45   | Ingen turneringer på grund af anden verdenskrig  | Ingen turneringer på grund af anden verdenskrig  | Ingen turneringer på grund af anden verdenskrig  | Ingen turneringer på grund af anden verdenskrig  |
| 1946      | Pauline Betz (1)                                 | Margaret Osborne                                 | 6–8, 6–3, 6–3                                    | [ 65 ]                                           |
| 1947      | Louise Brough (1)                                | Margaret Osborne                                 | 6–4, 6–0                                         | [ 66 ]                                           |
| 1948      | Doris Hart (1) og Margaret Osborne duPont (1)    | Doris Hart (1) og Margaret Osborne duPont (1)    | Titlen delt                                      | [ 67 ]                                           |
| 1949      | Louise Brough (2)                                | Margaret Osborne duPont                          | 3–6, 6–1, 6–3                                    | [ 68 ]                                           |
| 1950      | Doris Hart (2)                                   | Margaret Osborne duPont                          | 4–6, 6–4, 6–4                                    | [ 69 ]                                           |
| 1951      | Shirley Fry (1)                                  | Nancy Chaffee                                    | 6–3, 8–6                                         | [ 70 ]                                           |
| 1952      | Hazel Redick-Smith (1)                           | Betty Wilford                                    | 6–3, 8–6                                         | [ 22 ]                                           |
| 1953      | Jean Rinkel-Quertier (1)                         | Heather Brewer                                   | 6–1, 4–6, 6–2                                    | [ 71 ]                                           |
| 1954      | Louise Brough (3)                                | Shirley Fry                                      | 6–1, 6–4                                         | [ 72 ]                                           |
| 1955      | Louise Brough (4)                                | Jean Forbes                                      | 6–3, 6–1                                         | [ 73 ]                                           |
| 1956      | Angela Buxton (1)                                | Pat Ward                                         | 6–4, 6–0                                         | [ 74 ]                                           |
| 1957      | Mimi Arnold (1)                                  | Zsuzsa Körmöczy                                  | 6–1, 5–7, 6–3                                    | [ 75 ]                                           |
| 1958      | Bernice Carr (1)                                 | Margaret Varner                                  | 6–4, 5–7, 8–6                                    | [ 76 ]                                           |
| 1959      | Yola Ramírez (1)                                 | Christiane Mercelis                              | 2–6, 6–1, 6–3                                    | [ 77 ]                                           |
| 1960      | Christine Truman (1)                             | Karen Hantze Susman                              | 6–4, 6–3                                         | [ 78 ]                                           |
| 1961      | Margaret Smith (1)                               | Nancy Richey                                     | 6–0, 4–6, 6–2                                    | [ 79 ]                                           |
| 1962      | Rita Bentley (1)                                 | Lorna Cawthorn                                   | 7–5, 7–5                                         | [ 23 ]                                           |
| 1963      | Robyn Ebbern (1)                                 | Rita Bentley                                     | 6–3, 6–3                                         | [ 80 ]                                           |
| 1964      | Margaret Smith (2)                               | Ann Haydon Jones                                 | 6–3, 6–3                                         | [ 81 ]                                           |
| 1965      | Annette Van Zyl (1)                              | Christine Truman                                 | 6–3, 4–6, 6–4                                    | [ 82 ]                                           |
| 1966      | Françoise Dürr (1)                               | Judy Tegart                                      | 6–4, 6–4                                         | [ 83 ]                                           |
| 1967      | Nancy Richey (1)                                 | Kerry Melville                                   | 2–6, 6–2, 6–4                                    | [ 84 ]                                           |
| 1968      | Ann Haydon Jones (1) og Nancy Richey (2)         | Ann Haydon Jones (1) og Nancy Richey (2)         | Titel delt                                       | [ 85 ]                                           |
| 1969      | Ann Haydon Jones (2)                             | Winnie Shaw                                      | 6–0, 6–1                                         | [ 86 ]                                           |
| 1970      | Margaret Court (3)                               | Winnie Shaw                                      | 2–6, 8–6, 6–2                                    | [ 87 ]                                           |
| 1971      | Margaret Court (4)                               | Billie Jean King                                 | 6–3, 3–6, 6–3                                    | [ 88 ]                                           |
| 1972      | Chris Evert (1)                                  | Karen Krantzcke                                  | 6–4, 6–0                                         | [ 89 ]                                           |
| 1973      | Olga Morozova (1)                                | Evonne Goolagong                                 | 6–2, 6–3                                         | [ 90 ]                                           |
| 1974-2024 | Ingen turneringer for kvinder                    | Ingen turneringer for kvinder                    | Ingen turneringer for kvinder                    | Ingen turneringer for kvinder                    |
| 2025      | Tatjana Maria (1)                                | Amanda Anisimova                                 | 6–3, 6–4                                         | [ 91 ]                                           |

### Damedouble
Fra begyndelsen af 1950'erne var der en tendens til at topspillerne kun stillede op i damedouble (og ikke i damesingle) som optakt til Wimbledon-mesterskaberne ugen efter, og derfor var doublerækken ofte stærkere besat end singleturneringen.
| År        | Mester                                                                                 | Finalist                                                                               | Finaleresultat                                  | Ref.                                            |
| --------- | -------------------------------------------------------------------------------------- | -------------------------------------------------------------------------------------- | ----------------------------------------------- | ----------------------------------------------- |
| 1919      | Dorothea Lambert Chambers Elizabeth Ryan                                               | Ethel Larcombe Phyllis Satterthwaite                                                   | 4–6, 6–2, 7–5                                   | [ 43 ]                                          |
| 1920      | Ethel Larcombe Phyllis Satterthwaite                                                   | Doris Craddock Miss Marriott                                                           | 6–4, 6–1                                        | [ 44 ]                                          |
| 1921      | Dora Geen Winifred McNair                                                              | Mrs. Atkey Miss Foulger                                                                | 6–4, 6–3                                        | [ 45 ]                                          |
| 1922      | Mrs. B. May Mrs. van Praagh                                                            | Mrs. Brown Mrs. Ellis                                                                  | 7–5, 6–1                                        | [ 46 ]                                          |
| 1923      | Elizabeth Ryan (2) Dorothea Lambert Chambers (2)                                       | ? · ?                                                                                  | Gruppespil                                      | [ 47 ]                                          |
| 1924      | ? · ?                                                                                  | ? · ?                                                                                  | ?                                               | [ 48 ]                                          |
| 1925      | Ermyntrude Harvey Dorothea Lambert Chambers (3)                                        | Mrs. Backhouse Mrs. Carritt                                                            | 6–0, 6–0                                        | [ 49 ]                                          |
| 1926      | Ermyntrude Harvey (2) Dorothea Lambert Chambers (4)                                    | E. Clarke Dorothy Hill                                                                 | 6–1, 9–7                                        | [ 50 ]                                          |
| 1927      | Bobbie Heine Irene Peacock                                                             | Phyllis Covell Gwen Sterry                                                             | 6–3, 6–3                                        | [ 51 ]                                          |
| 1928      | Eileen Bennett Ermyntrude Harvey (3)                                                   | E. Clarke Muriel Thomas                                                                | 6–2, 4–6, 6–2                                   | [ 52 ]                                          |
| 1929      | Elsie Goldsack C. Jameson                                                              | May Bundy Marjorie Morrill                                                             | 6–3, 7–5                                        | [ 53 ]                                          |
| 1930      | Cilly Aussem Elizabeth Ryan (3)                                                        | Betty Nuthall Eileen Whittingstall                                                     | 3–6, 6–2, 6–4                                   | [ 54 ]                                          |
| 1931      | Anne Harper Midge van Ryan                                                             | Kitty Godfree Margaret Stocks                                                          | 7–5, 6–4                                        | [ 55 ]                                          |
| 1932      | Peggy Michell Dorothy Round                                                            | Anne Harper Sarah Palfrey                                                              | 6–0, 6–3                                        | [ 56 ]                                          |
| 1933      | Simonne Mathieu / Elizabeth Ryan (4) og Ermyntrude Harvey (4) / Phoebe Holcroft-Watson | Simonne Mathieu / Elizabeth Ryan (4) og Ermyntrude Harvey (4) / Phoebe Holcroft-Watson | Titlen delt                                     | [ 58 ]                                          |
| 1934      | Doris Howard Colette Rosambert                                                         | Dorothy Burke Sylvia Henrotin                                                          | 6–2, 3–6, 8–6                                   | [ 59 ]                                          |
| 1935      | Jadwiga Jędrzejowska Susan Noel                                                        | Joan Hartigan Nell Hopman                                                              | 8–6, 6–4, 6–3                                   | [ 60 ]                                          |
| 1936      | Dorothy Andrus Sylvia Henrotin                                                         | Josane Sigart de Meulemeester Nelly Adamson                                            | 6–4, 5–7, 6–2                                   | [ 61 ]                                          |
| 1937      | Sylvia Henrotin (2) Dorothy Andrus (2)                                                 | Mary Hardwick Ermyntrude Harvey                                                        | 8–6, 6–1                                        | [ 62 ]                                          |
| 1938      | Margaret Morphew Bobbie Heine Miller                                                   | Jadwiga Jędrzejowska Muriel Thomas                                                     | 4–6, 6–0, 6–0                                   | [ 63 ]                                          |
| 1939      | Sylvia Henrotin (3) Dorothy Andrus (3)                                                 | Jadwiga Jędrzejowska Billie Yorke                                                      | 6–2, 6–2                                        | [ 64 ]                                          |
| 1940-45   | Ingen turneringer på grund af anden verdenskrig                                        | Ingen turneringer på grund af anden verdenskrig                                        | Ingen turneringer på grund af anden verdenskrig | Ingen turneringer på grund af anden verdenskrig |
| 1946      | Louise Brough Margaret Osborne                                                         | Pauline Betz Doris Hart                                                                | 6–2, 6–4                                        | [ 65 ]                                          |
| 1947      | Louise Brough (2) Margaret Osborne (2)                                                 | Nancye Wynne Bolton Nell Hopman                                                        | 6–2, 6–2                                        | [ 66 ]                                          |
| 1948      | Louise Brough (3) / Margaret Osborne (3) og Shirley Fry / Mary Prentiss                | Louise Brough (3) / Margaret Osborne (3) og Shirley Fry / Mary Prentiss                | Titlen delt                                     | [ 67 ]                                          |
| 1949      | Gussie Moran Pat Todd                                                                  | Joy Gannon Betty Hilton                                                                | 6–3, 9–7                                        | [ 68 ]                                          |
| 1950      | Louise Brough (4) Margaret Osborne (4)                                                 | Shirley Fry Doris Hart                                                                 | 6–2, 6–4                                        | [ 69 ]                                          |
| 1951      | Shirley Fry Doris Hart                                                                 | Nancye Wynne Bolton Margaret Osborne duPont                                            | 3–6, 6–1, 6–3                                   | [ 70 ]                                          |
| 1952      | Louise Brough (5) Maureen Connolly                                                     | Gwendy Love Beryl Penrose                                                              | 6–4, 5–7, 6–3                                   | [ 22 ]                                          |
| 1953      | Maureen Connolly (2) Julie Sampson                                                     | Helen Fletcher Jean Rinkel-Quertier                                                    | 6–4, 10–8                                       | [ 71 ]                                          |
| 1954      | Louise Brough (6) Margaret Osborne (5)                                                 | Barbara Kimbrell Baba Madden Lewis                                                     | 6–1, 6–1                                        | [ 72 ]                                          |
| 1955      | Beverly Fleitz Darlene Hard                                                            | Anne Shilcock Angela Mortimer                                                          | 8–6, 3–6, 6–3                                   | [ 73 ]                                          |
| 1956      | Louise Brough (7) Shirley Fry (2)                                                      | Althea Gibson Angela Buxton                                                            | 6–3, 7–5                                        | [ 74 ]                                          |
| 1957      | Althea Gibson Darlene Hard (2)                                                         | Mary Hawton Thelma Long                                                                | 6–4, 2–6, 6–3                                   | [ 75 ]                                          |
| 1958      | Maria Bueno / Althea Gibson og Mary Hawton / Thelma Long                               | Maria Bueno / Althea Gibson og Mary Hawton / Thelma Long                               | Titlen delt                                     | [ 76 ]                                          |
| 1959      | Beverly Fleitz (2) Christine Truman                                                    | Jeanne Arth Darlene Hard                                                               | 7–5, 6–4                                        | [ 77 ]                                          |
| 1960      | Maria Bueno (2) Darlene Hard (3)                                                       | Karen Hantze Janet Hopps                                                               | 6–1, 7–5                                        | [ 78 ]                                          |
| 1961      | Karen Hantze Billie Jean King                                                          | Margaret Hunt Lynn Hutchings                                                           | 6–2, 13–15, 6–2                                 | [ 79 ]                                          |
| 1962      | Justina Bricka Margaret Smith                                                          | Maria Bueno Darlene Hard                                                               | 6–3, 6–2                                        | [ 23 ]                                          |
| 1963      | Anna Dmitrijeva Judy Tegart                                                            | Angela Mortimer Yola Ramírez                                                           | 6–1, 6–0                                        | [ 80 ]                                          |
| 1964      | Ann Haydon Jones Renée Schuurman                                                       | Deidre Catt Elizabeth Starkie                                                          | 6–1, 6–3                                        | [ 81 ]                                          |
| 1965      | Margaret Smith (2) Leslie Turner                                                       | Maria Bueno Billie Jean Moffitt                                                        | 10–8, 6–2                                       | [ 82 ]                                          |
| 1966      | Norma Baylon Annette van Zyl                                                           | Rosie Casals Billie Jean King                                                          | 3–6, 6–2, 11–9                                  | [ 83 ]                                          |
| 1967      | ? · ?                                                                                  | ? · ?                                                                                  | ?                                               | [ 84 ]                                          |
| 1968      | Ingen vinder kåret                                                                     | Ingen vinder kåret                                                                     |                                                 | [ 85 ]                                          |
| 1969      | Rosie Casals Billie Jean King (2)                                                      | Françoise Dürr Ann Haydon Jones                                                        | 8–6, 6–4                                        | [ 86 ]                                          |
| 1970      | Rosie Casals (2) Billie Jean King (3)                                                  | Karen Krantzcke Kerry Melville                                                         | 6–4, 6–3                                        | [ 87 ]                                          |
| 1971      | Rosie Casals (3) Billie Jean King (4)                                                  | Mary-Ann Curtis Val Ziegenfuss                                                         | 6–3, 6–2                                        | [ 88 ]                                          |
| 1972      | Rosie Casals (4) Billie Jean King (5)                                                  | Brenda Kirk Pat Pretorius                                                              | 5–7, 6–0, 6–2                                   | [ 89 ]                                          |
| 1973      | Rosie Casals (5) Billie Jean King (6)                                                  | Françoise Dürr Betty Stöve                                                             | 4–6, 6–3, 7–5                                   | [ 90 ]                                          |
| 1974-2024 | Ingen turneringer for kvinder                                                          | Ingen turneringer for kvinder                                                          | Ingen turneringer for kvinder                   | Ingen turneringer for kvinder                   |
| 2025      | Asia Muhammad (1) Demi Schuurs (1)                                                     | Anna Danilina Diana Sjnajder                                                           | 7–5, 6–7(3), [10–4]                             | [ 91 ]                                          |

## Statistik

### Spillere
Flest titler i alt
- Andy Murray (6 i alt: 5 single- og 1 doubletitler).
- John McEnroe (5 i alt: 4 single- og 1 doubletitler).

Flest singletitler
- Andy Murray (5)
- Major Ritchie, Anthony Wilding, Roy Emerson, John McEnroe, Boris Becker, Lleyton Hewitt, Andy Roddick (4)

Flest singlefinaler
- Major Ritchie (8)
- John McEnroe (7)
- Harold Mahony, Roy Emerson (6)
- Arthur Lowe, Jimmy Connors, Boris Becker, Andy Murray (5)

Yngste vinder
- Boris Becker, 17 år 207 dage i 1985.

Ældste vinder
- Major Ritchie, 38 år i 1909

Ældste vinder i den åbne æra
- Feliciano López, 37 år i 2019

Lavest rangerede vinder
- Scott Draper, rangeret som nr. 108 på ATP's verdensrangliste i 1998.

Lavest rangerede finalist
- Laurence Tieleman, rangeret som nr. 253 på ATP's verdensrangliste i 1998.

Vindere af to rækker samme år
- Pete Sampras i 1995 (double sammen med Todd Martin)
- Mark Philippoussis i 1997 (double sammen med Patrick Rafter)
- Feliciano López i 2019 (double sammen med Andy Murray)

22 af de seneste 25 Wimbledon-mestre i herresingle har deltaget i Queen's Club-mesterskaberne. Adskillige spillere har vundet både Queen's Club- og Wimbledon-mesterskabet i herredouble samme år, herunder Don Budge, Roy Emerson, John McEnroe, Jimmy Connors, Boris Becker, Pete Sampras, Lleyton Hewitt, Rafael Nadal og Andy Murray.

### Kampe
Længste finale
- Pete Sampras mod Tim Henman, 151 minutter i 1999. Sampras vandt kampen 6-7(1), 6-4, 7-6(4).

Korteste finale
- Michael Stich mod Wayne Ferreira, 57 minutter i 1993. Stich vandt kampen 6-3, 6-4.

Længste kamp (tid)
- Arthur Ashe mod Barnard Mitten, 6 timer og 16 minutter i tredje runde i 1979. Ashe vandt kampen 7-6, 6-4, 15-13.

Længste kamp (flest partier)
- Nduka Odizor mod Guy Forget, 65 partier i anden runde i 1987. Odizor vandt kampen 7-6, 4-6, 22-20.

### Tilskuere
Centre Court har en kapacitet på 6.479 tilskuere. Det højeste samlede tilskuertal for hele ugen forekom i 2003, hvor 52.553 tilskuere overværede turneringen. Det højeste tilskuertal for en enkelt dag var 8.362 den 11. juni 2003.